# Libnotes (Afrolimonia) vilhelmi
Libnotes (Afrolimonia) vilhelmi is een tweevleugelige uit de familie steltmuggen (Limoniidae). De soort komt voor in het Afrotropisch gebied.